# Picabo Street
Picabo Street, ameriška alpska smučarka, * 3. april 1971, Triumph, Idaho.
V treh nastopih na olimpijskih igrah je osvojila naslov olimpijske prvakinje v superveleslalomu leta 1998 in naslov podprvakinje v smuku leta 1994. Na svetovnih prvenstvih je osvojila naslov svetovne prvakinje leta 1996 v smuku, srebrno medaljo v kombinaciji leta 1993 ter bron v superveleslalomu leta 1996. V svetovnem pokalu je tekmovala deset sezon med letoma 1992 in 2002. Osvojila je devet zmag in še osem uvrstitev na stopničke. V skupnem seštevku svetovnega pokala je bila najvišje na petem mestu leta 1995. V letih 1995 in 1996 je osvojila smukaški mali kristalni globus.